# 金伯利塘鳢属
金伯利塘鳢属为塘鱧科下的一个属。该鱼类是澳大利亚特有物种，仅在西澳大利亚金伯利地区的河流中才能见到它们。

## 下属物种
- 哈氏金伯利塘鱧（Kimberleyeleotris hutchinsi）
- 金伯利塘鱧（Kimberleyeleotris notata）

## 扩展阅读
- 維基物種上的相關：金伯利塘鱧属